# Heimliches Geld, heimliche Liebe
Personnages
- Herr von Makler, spéculateur
- Hortensia, sa femme
- Frau von Lärminger, la dinandière, veuve
- Marie, sa belle-fille
- Herr von Flau, sa tutrice
- Peter Dickkopf, ancien commerçant
- Casimir Dachl, son beau-fils, chaudronnier, habitant avec Mme Lärminger
- Franz Glimmer son neveu,
- Pemperer, contremaître
- Leni, sa fille, cuisinière
- Jacob, journalier à la chaudronnerie
- Nazl, apprenti chaudronnier
- Theres, gouvernante
- Frau Körbl, épicière
- Gottfriedl, son fils
- Pfanzer, maître de maison
- Regerl, son épouse
- Dorothe, Nettl, cuisinière
- Bittmann, un pauvre recueilli
- Staub, serveur
- Niklas, serveur auprès de Herr von Makler

Heimliches Geld, heimliche Liebe (en français Argent secret, amour secret) est une pièce avec chant en trois actes de Karl Binder d'après un livret de Johann Nestroy, donnée pour la première fois le 16 mars 1853 au Carltheater.

## Synopsis
Dickkopf, un ancien commerçant, veut se venger ; il intrigue, ment et sert d'astuces pour prendre de l'argent des poches de tout le monde. Il joue un vieillard cacochyme pour susciter la pitié.
Makler et Flau veulent marier Marie au fils de Flau, bien qu'elle soit amoureuse de Franz. Dickkopf écrit de fausses lettres pour mettre fin à la liaison secrète de Casimir avec Leni et le mettre en couple avec la riche dinandière Lärminger. Il affirme aussi à Franz que son père lui a laissé avant sa mort un prix de loterie. Le discret Casimir découvre alors la manigance de Dickkopf, apprend aussi de l'héritage détourné de sa mère, et contrecarre toutes les intrigues.
Finalement Dickkopf est devenu le pigeon - il ne reste rien de son argent secret, il se satisfait de son amour secret, Körbl.

## Histoire
La dernière pièce de Johann Nestroy, Kampl, date de l'année précédente. Nestroy s'inspire du roman-feuilleton Au Jour le Jour de Frédéric Soulié, paru en 1844. Il y a deux traductions en allemand parues la même année ; on ignore si Nestroy s'est appuyée sur l'une d'elles ou s'il a fait sa propre traduction.
Nestroy donne pour premier titre Rache ou Rächer (Vengeance ou Vengeur). Le roman sert moins de modèle pour le comique que les idées de Nestroy. Il doit cependant simplifier toutes les intrigues pour la scène.
Johann Nestroy interprète Casimir Dachl, Wenzel Scholz Peter Dickkopf, Alois Grois le vieil ami Pemperer, Elise Zöllner sa fille Leni.
L'accueil du public et de la critique est très défavorable. La pièce est retirée le lendemain de la première.

## Source de la traduction
- (de) Cet article est partiellement ou en totalité issu de l’article de Wikipédia en allemand intitulé « Heimliches Geld, heimliche Liebe » (voir la liste des auteurs).